# 坂元誉梨
坂元 誉梨（さかもと より、1994年7月23日 - ）は、日本のタレント、グラビアアイドル。

## 略歴
芸能活動のきっかけは高校1年時に地下アイドル事務所にスカウトされたため。その後美容学校に進学し、卒業を機に上京した。25歳を機に芸能活動をきちんとしようと美容系の仕事を辞め、NEW PIECEに入所。グラビアアイドル活動を開始。

## 人物
- 坂元 誉梨は芸名であり、本名とは一文字も関係がない。意味も特になく、「より」の響きと画数で漢字は決めたという[1]。
- 特技·資格はまつげ延長施術、美容師免許、自動二輪免許を持っている[2]。
- 宮城工業高等専門学校卒[3]。リフォーム会社勤務という一面もある[1]。

## 出演

### バラエティ
- なぎスケ!2 42話・43話（2021年9月2日・9月9日、Amazonプライム）
- ゴッドタン（2021年10月17日・2023年1月29日、テレビ東京）
- 火曜は全力!華大さんと千鳥くん（2022年1月11日、関西テレビ放送）
- オールスター後夜祭'24春（2024年4月7日、TBS）

## 作品

### イメージビデオ
- よりぴにおまかせ!（2021年6月20日、ラインコミュニケーションズ）
- 天使のヒメゴト（2021年12月20日、ラインコミュニケーションズ）
- より敏感に（2022年4月22日、エスデジタル）
- 秘密にしてね（2022年8月31日、スパイスビジュアル）
- スリム童顔デリバリー（2022年12月27日、エアーコントロール）
- 妄想日和（2023年4月17日、双葉社）

### 写真集
- よりどりみどり（2023年3月16日、双葉社）ISBN 978-4575317879

### デジタル写真集
- 坂元誉梨idolpost ともだちのかのじょ 99Photos（2021年8月27日、CielazurLivres）

坂元誉梨が水着でバイク ヤンマガデジタル写真集（2021年12月15日、講談社）
坂元誉梨が水着でリフォーム ヤンマガデジタル写真集（2021年12月15日、講談社）
- ねこ耳ボレロ&ストッキング（2022年4月15日、グラビア学園）
- レオタード&共演水着（2022年4月15日、グラビア学園）
- 私服&ニット&パンスト（2022年4月15日、グラビア学園）
- 自撮り写真集（2022年4月29日、グラビア学園）
- よりぴコンプリート!!（2022年9月16日、グラビア学園）
- デュアルドライブ（2022年12月23日、DA Publishing）
- 秘密にしてね～Ver.1～（2023年1月4日、スパイスビジュアル）
- 秘密にしてね～Ver.2～（2023年1月12日、スパイスビジュアル）
- kissYou（2023年2月5日、エー・ビー・エンターテイメント）